# Sudestada

Position des systèmes météorologiques dans une situation de sudestada pluvieux : anticyclone (A) et dépression (D).

Le Sudestada est une circulation du sud-est commune à une grande partie de la région de Río de la Plata (un estuaire formé par la combinaison du Río Uruguay et du Rio Paraná sur le littoral sud-est de l'Amérique du Sud). Il s'agit d'un vent froid provenant de l'entrée d'une masse d'air polaire océanique et saturée d'humidité. Bien qu'il puisse se produire toute l'année, il est le plus courant d'avril et décembre mais de plus grande intensité entre juillet et octobre.
Si ce vent perdure pendant plusieurs jours dans l'axe du Rio de la Plata, il interfère avec son drainage normal et produit une élévation du niveau des eaux et de fortes vagues. Ce phénomène cause souvent de inondations dans les zones côtières peuplées de l'Uruguay et de l'Argentine, comme à Quilmes, Tigre, le quartier de La Boca ou le delta du Paraná; et nuit à la navigation.

## Types desudesta

### Pluvieux
Un sudestada pluvieux se produit lorsque deux systèmes météorologiques se combinent : un anticyclone sur l'océan Atlantique, au large de la côte de la Patagonie, et un système dépressionnaire sur le centre-sud de la Mésopotamie argentine et l'ouest de l'Uruguay,. Les vents dans l'hémisphère sud tournant dans le sens horaire autour d'une dépression et anti-horaire autour de l'anticyclone, le flux entre ces deux entités est donc du sud-est dans le Rio de la Plata.
L'anticyclone apporte de l'air marin froid à l'est de la province de Buenos Aires ainsi qu'au littoral argentin et uruguayen, alors que la dépression amène de l'air chaud et humide à la même région. À mesure que la pression dans cette dernière diminue, les vents du sud-est augmentent apportant nuages et pluie.
C'est le sudestada le plus connu par le grand public pour ses effets.  La pluie et la bruine qui accompagnent cet événement sont généralement persistantes et stratiformes, même si parfois des orages se produisent. Cette situation se termine habituellement lorsque la dépression se déplace vers l'océan Atlantique, et les vents virent au sud-ouest pour donner un vent appelé pampero d'origine continentale et plus sec.

### Sec
Le sudestada peut aussi avoir lieu sans précipitations. Dans ce second cas, il est causé par un anticyclone, centré sur le sud-est de la province de Buenos Aires en Argentine, entraînant des vents persistants du sud-est et de l'air sec à l'embouchure du Río de la Plata. Ce type se produit généralement après le passage d'un front froid. La couverture nuageuse supérieure se dissipe en raison de la subsidence mais la pénétration d'humidité de l'océan Atlantique permet à un peu de nuages de bas niveau de persister (stratocumulus maritimes et cumulus humilis).

## Impact du vent
Ces vents de sud-est peuvent atteindre 45 nœuds (83 km/h) et persister plusieurs jours, repoussant en amont les eaux de surface à la sortie du Río de la Plata. Pour une vitesse de 35 nœuds, le niveau du fleuve augmente d’un mètre. Si le phénomène perdure plusieurs jours, ou si les vents sont plus forts, la surcote peut atteindre plus de 4 mètres. La montée des eaux provoque alors des inondations, surtout sur la rive argentine d’origine alluvionnaire.

## Fréquence
Selon l'auteur du livre « Meteorología Práctica » (Météorologie pratique) :
- 90 % des jours avec sudestada se produisent entre avril et décembre ;
- octobre a la plus haute fréquence de sudestadas ;
- les sudestadas avec les plus forts vents se produisent entre mars et octobre, juin étant le mois avec le plus grand nombre de sudestadas forts ;
- la plus forte concentration de jours avec sudestadas se trouve entre les mois de juillet et octobre, juillet ayant le plus de jours avec sudestada (faibles ou forts).